# Wolfgang Finkelnburg

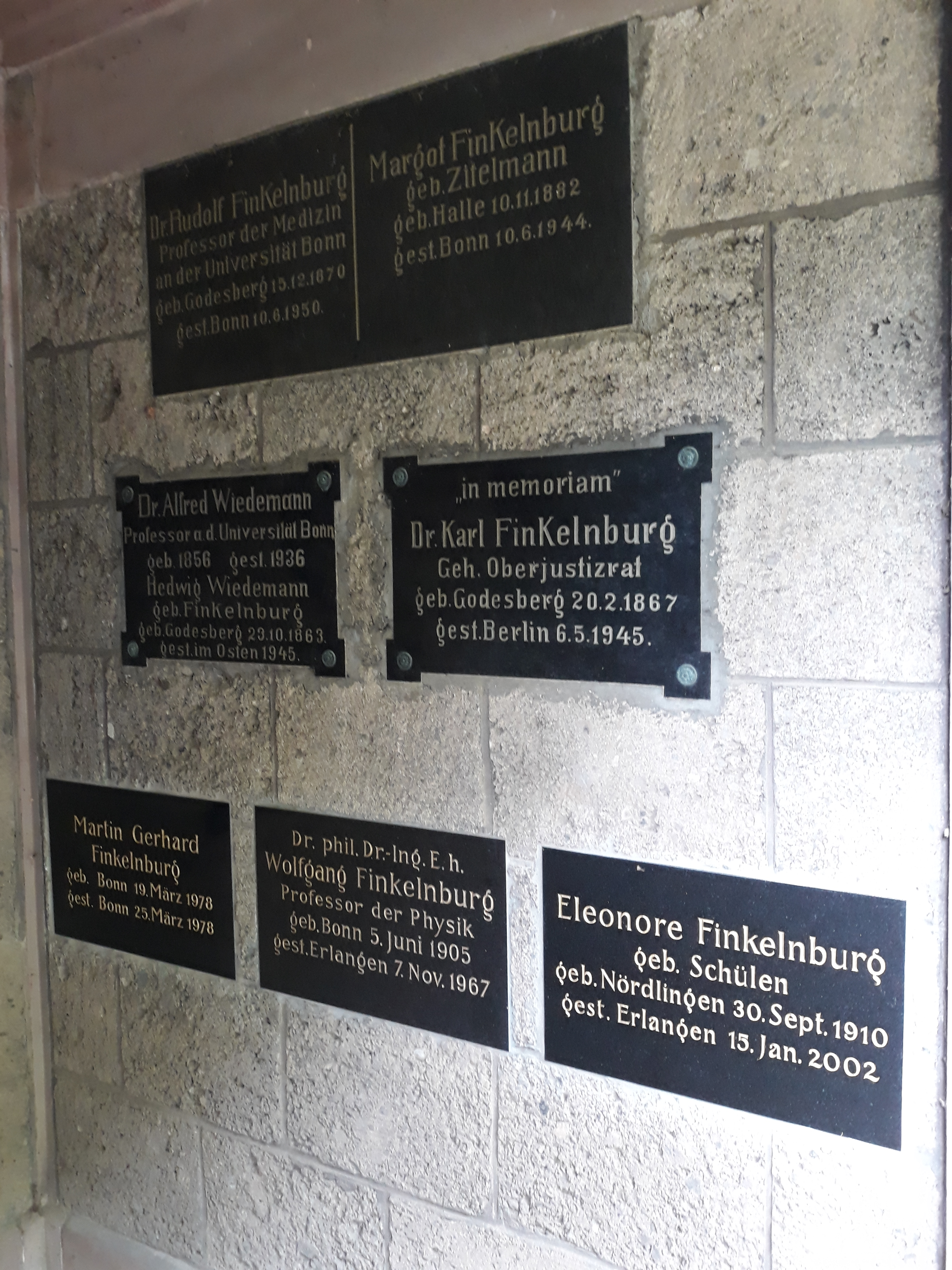
Das Grab von Wolfgang Finkelnburg und seiner Ehefrau Eleonore geborene Schülen (untere Reihe) im Mausoleum Finkelnburg auf dem Burgfriedhof Bad Godesberg in Bonn

Wolfgang Karl Ernst Finkelnburg (* 5. Juni 1905 in Bonn; † 7. November 1967 in Erlangen) war ein deutscher Experimentalphysiker.

## Leben
Wolfgang Finkelnburg wurde als Sohn des Hochschullehrers Rudolf Finkelnburg (1870–1950) und seiner Ehefrau Margot Zitelmann 1905 in Bonn geboren. Er war Enkel des Mediziners Carl Maria Finkelnburg. Finkelnburg besuchte ein humanistisches Gymnasium in Bonn und studierte nach dem Abitur Physik und Mathematik ab 1924 an der Eberhard Karls Universität Tübingen und der Universität Bonn. Während seines Studiums wurde er Mitglied beim Verein Deutscher Studenten zu Bonn. 1928 wurde er bei Heinrich Konen mit einer Arbeit über das Spektrum des Wasserstoffmoleküls promoviert. Er war dessen Assistent ab 1928. 1931 wurde er Assistent an der TH Karlsruhe, wo er sich beim Theoretiker Walter Weizel habilitierte und er 1932 Privatdozent wurde. 1933 bis 1934 war er als Rockefeller Stipendiat bei Robert Millikan am Caltech. 1936 wurde er außerordentlicher Professor an der TH Darmstadt und von 1942 bis 1945 außerordentlicher Professor und Direktor des Physikalischen Instituts der Universität Straßburg, wo er sich u. a. mit kriegswichtiger Forschung über Kohleelektroden-Lichtbögen in Flakscheinwerfern befasste. Unter seiner Leitung wurde die Reaktortechnik stark ausgeweitet und eigene Kernkraftwerke gebaut.
Finkelnburg trat wahrscheinlich zum 1. Mai 1937 der NSDAP bei (Mitgliedsnummer 5.900.441) und schloss sich dem NS-Dozentenbund an. Seit 1938 war er als Vertreter der TH Darmstadt Dozentenbundführer, wo er allerdings als Gegner der von Philipp Lenard und Johannes Stark geforderten „Deutschen Physik“ auftrat. So organisierte er 1940 die „Münchner Religionsgespräche“ (in Anlehnung an die Augsburger Religionsgespräche). Darin ging es ihm darum, Rückendeckung für die von Vertretern der Deutschen Physik angegriffene moderne theoretische Physik (Quantenmechanik, spezielle Relativitätstheorie) im Unterricht zu schaffen. Die Gespräche zwischen Wissenschaftsphilosophen des Hugo-Dingler-Kreises und Physikern, die Finkelnburg einlud (Hans Kopfermann, Otto Scherzer, Carl Friedrich von Weizsäcker, Otto Heckmann, Georg Joos), fanden am 15. November 1940 im Münchner Ärztehaus statt, und wurden im November 1942 in Seefeld in Tirol fortgesetzt. Sie waren für Finkelnburg und die hinter ihm stehenden Physikerkollegen (u. a. Industriephysiker und Experimentatoren, für die die Nutzung der Quantenmechanik eine Selbstverständlichkeit war, aber auch die Heisenberg-Schule) erfolgreich. Carl Ramsauer, der Präsident der Deutschen Physikalischen Gesellschaft, machte ihn 1941 zu seinem Stellvertreter (zusammen mit Georg Joos). 1942 wurde Finkelnburg ordentlicher Professor an der Reichsuniversität Straßburg.
Nachdem er in Deutschland keine angemessene Stelle finden konnte, war er 1946 bis 1952 Gastdozent an der Catholic University of America in Washington, D.C. Nebenbei arbeitete er in den Engineer Research and Development Laboratories im nahen Fort Belvoir der US-Armee. 1949 wurde er Fellow der American Physical Society. 1952 kehrte er nach Deutschland zurück und trat in die Zentrale Forschung und Entwicklung der Siemens AG in Erlangen ein. Er wurde Abteilungsleiter in deren dortigen Forschungslaboratorien. Ab 1957 baute er bei Siemens die Abteilung für Kernreaktor-Entwicklung auf und wurde deren Leiter. In dieser Funktion und als Mitglied der Bayerischen und der Deutschen Atomkommission setzte er sich für die Errichtung von Schwerwasserreaktoren zur Produktion von Plutonium und den Bau des Mehrzweckforschungsreaktor Karlsruhe ein. Dieser wurde ab 1961 durch den Generalunternehmer Siemens-Schuckertwerke errichtet. Am 1. Oktober 1963 wurde Finkelnburg Generalbevollmächtigter der Siemenswerke.
Daneben war er seit 1955 Honorarprofessor für Atomphysik an der Universität Erlangen-Nürnberg. 1966 bis 1967 war er Präsident der Deutschen Physikalischen Gesellschaft.
Neben schon erwähnten Gebieten der angewandten Physik (wie Reaktortechnik) befasste sich Finkelnburg mit Hochtemperatur-Gasentladungen (Plasmaphysik), Atom- und Molekülphysik, Kernphysik und Spektroskopie. Seine „Einführung in die Atomphysik“, die auch Kernphysik, Molekülphysik, Elementarteilchenphysik und Festkörperphysik einführend behandelt (also die gängigsten Anwendungen der Quantenmechanik), fand weite Verbreitung.
Wolfgang Finkelnburg starb im November 1967 an den Folgen einer Krebserkrankung. Er wurde auf dem Burgfriedhof in Bad Godesberg beigesetzt. Er war seit 1939 mit Eleonore Schülen (1910–2002) verheiratet. Aus der Ehe ging der Physiker Wolf-Dieter Finkelnburg (geb. 1947) hervor.

## Ehrungen
Der Universitätsbund Erlangen-Nürnberg vergibt seit 1975 einen „Wolfgang-Finkelnburg-Habilitationspreis“ an Nachwuchswissenschaftler der Technischen Fakultät der Universität Erlangen-Nürnberg.

## Schriften
- Kontinuierliche Spektren. Springer, 1938.
- Physik, Freiburg, 1942.
- Einführung in die Atomphysik. Springer, 1948. 12. Auflage 1967 (englisch Structure of Matter. Academic Press 1964.)
- Hochstromkohlebogen. Physik und Technik einer Hochtemperatur-Bogenentladung. Springer, 1948.
- Atomic Physics. McGraw-Hill, 1950.
- Einführung in das Studium der Physik, Heidelberg 1950.
- Der Physiker. Moderne Industrie, München, 1967.